# Henrik Larsen (piłkarz)
Henrik Larsen (ur. 17 maja 1966 w Lyngby) – duński piłkarz, grający na pozycji defensywnego środkowego pomocnika, a także trener.

## Kariera zawodnicza
Rozpoczął ją w duńskim Lyngby BK. W jego barwach, wygrał dwa Puchary Kraju, a w 1989 zadebiutował w reprezentacji Danii.
W kwietniu 1990 porozumiał się z włoskim klubem Pisa Calcio, który spadł właśnie do Serie B. Przepisy tej ligi pozwalały na wystawienie w podstawowej jedenastce dwóch graczy z zagranicy. Trener stawiał jednak nie na Larsena, a na Diego Simeone i José Antonio Chamota. Niezadowolony zawodnik pragnął odejść z klubu, został jednak tylko wypożyczony na rok do Lyngby.
Prawdziwym bohaterem i ulubieńcem kibiców stał się po EURO 92', w których wraz z kolegami z reprezentacji Danii świętował niespodziewane zwycięstwo. Larsen rozpoczął turniej na ławce, ale w następnych meczach udowodnił swoją klasę i strzelił 3 bramki (w tym dwie w półfinałowym spotkaniu z Holandią).
Po turnieju powrócił do Pisy, grał w niej przez pół roku, a następnie został wypożyczany kolejno do: Aston Villi i Waldhof Mannheim. W europejskich klubach nie święcił jednak sukcesów i zdecydował się na powrót do Danii. Po raz kolejny dane mu było zagrać w Lyngby BK. Został powołany na Mistrzostwa Europy 1996, gdzie zaliczył trzy występy.
Trzy ostatnie lata swojej kariery spędził w FC København. Zdecydował się na oficjalne zakończenie kariery piłkarskiej w 1999 roku.

## Kariera trenerska
Na samym początku był asystentem trenera w FC København, potem przez 2 lata samodzielnie prowadził Ølstykke FC. W latach 2002–2005 selekcjoner reprezentacji Wysp Owczych, nie zakwalifikował się z nią do EURO 2004 i fatalnie zaczął eliminacje do Mundialu 2006. Potem pracował jako tymczasowy menedżer w Holbæk B&I, w latach 2006–2008 prowadził Køge BK, zaś w latach 2008–2009 prowadził Lyngby BK. W 2009 roku, wraz z Flemmingiem Povlsenem, był asystentem trenera Johna „Faxe” Jensena w Randers FC.